# マイクル・ビショップ
マイクル・ロースン・ビショップ（Michael Lawson Bishop、1945年11月12日 - 2023年11月13日）は、アメリカ合衆国の作家。主として現代SFおよびファンタジー文学の分野で、40年の期間に30冊の本を上梓した。

## 経歴
ビショップはネブラスカ州リンカーンで生まれた。ジョージア大学で1967年に学士号を取得し、後に英文学で修士号を得た。コロラドスプリングスのアメリカ空軍士官学校予科で1968年から72年まで英文学を教えた後、ジョージア大学に戻った。1971年にはアメリカ空軍士官学校でも教鞭を執っている（サイエンス・フィクションについて教えた）。ビショップは1974年に教職を辞め、専業作家になった。
また、70年代に活躍したSF作家たち、ジョン・ヴァーリイ、ジョージ・R・R・マーティン、ヴォンダ・マッキンタイアらのLDG（レイバー・デイ・グループ）に含められることもある。
ビショップはネビュラ賞を二回受賞している。『胎動』が1981年度中編小説部門、『時の他に敵なし』が1982年度の長編小説部門受賞作である。彼はまたローカス賞の受賞経験を持ち、ヒューゴー賞にも幾度かノミネートされている。彼とイギリスの作家イアン・ワトスンは、ビショップの初期作の世界を舞台に合作を行なっている。彼はまた「フィリップ・ロースン」の共同ペンネームの元にポール・ディ・フィリポ（Paul di Filippo）と合作を行ない、二作の長編ミステリを発表した。彼の作品は12以上の言語に翻訳されている。
ビショップは125以上の短編を書いており、それらは7冊の短編集にまとめられている。彼が短編小説を寄稿した雑誌を挙げると「PLAYBOY」、「アルフレッド・ヒッチコックス・ミステリ・マガジン」「エラリー・クイーンズ・ミステリ・マガジン」、「アシモフズ・サイエンス・フィクション」、「ファンタジー＆サイエンス・フィクション」誌、「the Missouri Review」、「the Indiana Review」、「the Chattahoochee Review」、「the Georgia Review」、「OMNI」、そして「Interzone」であった。
その執筆活動について付言するならば、ビショップは詩も発表しており（二冊の詩集にまとまめられている）、1979年には"For the Lady of a Physicist"でリースリング賞（Rhysling Award）を贈られている。随筆や書評などの著作物は例えば次のような新聞・雑誌に寄稿した。「ニューヨーク・タイムズ」、「ワシントン・ポスト」、「en:Atlanta Journal-Constitution」、「Columbs Ledger-Enquirer」、「OMNI」、「The New York Review of Science Fiction」などである。
彼はフィリップ・K・ディック、シオドア・スタージョン、ジェイムズ・ティプトリー・ジュニア、パメラ・サージャント、ガードナー・ドゾワ、ルーシャス・シェパード、メアリー・シェリー、アンディ・ダンカン、ポール・ディ・フィリポ、ブルース・ホランド・ロジャーズ、リース・ヒューズらの著書の序文を書いている。ビショップは6冊のアンソロジーの編集に携わった。
近年ではビショップは教職に戻り、ジョージア州のラグランジュ大学（LaGrange College）のお抱え作家となっている。彼にはジェリという妻がおり、息子と娘と二人の孫もいる。息子のクリストファー・ジェイムズ・ビショップは2007年4月16日にバージニア工科大学銃乱射事件の被害者となり、死亡した。
2023年11月13日に死去。78歳没。

## 著作リスト

### 長編
- A Funeral for the Eyes of Fire (1975)
- And Strange at Ecbatan the Trees (1976) ；その後"Beneath the Shattered Moons"として再刊
- Stolen Faces (1977)
- A Little Knowledge (1977)；「アトランタ都市核」第1巻
  - 友枝康子訳『ささやかな叡知』早川書房〈ハヤカワ文庫SF〉、1987年
- Catacomb Years (1979) ；「アトランタ都市核」第2巻
- Transfigurations (1979) ；ノヴェラ "Death and Designation Among the Asadi" を書き伸ばしたもの
  - 浅倉久志訳『樹海伝説』集英社〈ワールドSFシリーズ〉、1984年
- Eyes of Fire (1980) ；処女長編の改定完全版
  - 冬川亘訳『焔の眼』早川書房〈海外SFノヴェルズ〉、1982年
- Under Heaven's Bridge (1981) ；イアン・ワトスンと共著
  - 増田まもる訳『デクストロII接触』東京創元社〈創元推理文庫SF部門〉、1988年
- No Enemy But Time (1982) ；ネビュラ賞受賞
  - 大島豊訳『時の他に敵なし』竹書房〈竹書房文庫〉、2021年
- Who Made Stevie Crye? (1984)
  - 小野田和子訳『誰がスティーヴィ・クライを造ったのか？』 国書刊行会 、2017年
- Ancient of Days (1985) ；アーサー・C・クラーク賞候補作
- The Secret Ascension (1987) ；後に著者が本来希望していた題名"Philip K Dick Is Dead, Alas"として再刊された
- Unicorn Mountain (1988) ；Mythopoeic Award受賞作
- Count Geiger's Blues (1992)
- Brittle Innings (1994) ；ローカス賞受賞作、ヒューゴー賞候補作
- Would It Kill You to Smile? (1998)；Paul Di Filippoとの共著。"Philip Lawson"名義。"Will Keats" series第1巻
- Muskrat Courage (2000)；Paul Di Filippoとの共著。"Philip Lawson"名義。"Will Keats" series第2巻

### 短編集
- Blooded on Arachne (1982)
- One Winter in Eden (1984)
- Close Encounters With the Deity (1986)
- Emphatically Not SF, Almost (1990)
- At the City Limits of Fate (1996) ；フィリップ・K・ディック賞候補作
- Blue Kansas Sky (2000)
- Brighten to Incandescence: 17 Stories (2003)

### アンソロジー
- Changes (1983) ；イアン・ワトスンとの共編
- Light Years and Dark (1984) ；ローカス賞受賞作
- Nebula Awards 23 (1989)
- Nebula Awards 24 (1990)
- Nebula Awards 25 (1991)
- A Cross of Centuries (2007)

### その他
- Windows and Mirrors (1977)；詩集
- Apartheid, Superstrings, and Mordecai Thubana (1989)；ノヴェラ
- Time Pieces (1998)；詩集（"Windows and Mirrors"から選りすぐったもの）
- A Reverie for Mister Ray (2005)； ノンフィクション集